# Elijah Bryant
Elijah Brigham Bryant (Hoschton, Georgia, 19 de abril de 1995) es un baloncestista estadounidense que pertenece a la plantilla de Anadolu Efes de la Turkish Super League. Con 1,96 metros de estatura, juega en la posición de escolta.

## Trayectoria deportiva

### Universidad
Jugó una temporada con los Phoenix de la Universidad Elon, en la que promedió 14,2 puntos, 4,2 rebotes, 2,7 asistencias y 1,3 robos de balón por partido. Fue elegido rookie del año e incluido en el tercer mejor quinteto de la Colonial Athletic Association.
En julio de 2015 fue transferido a los Cougars de la Universidad Brigham Young, donde tras el año en blanco que impone la NCAA en las transferencias de jugadores, disputó dos temporadas más, en las que promedió 15,6 puntos, 5,3 rebotes y 2,6 asistencias por partido, siendo incluido en 2018 en el mejor quinteto de la West Coast Conference.
El 18 de abril de 2018 anunció que renunciaba a su último año de universidad, para ser incluido en el Draft de la NBA.

### Profesional
Tras no ser elegido en el Draft de la NBA de 2018, jugó las Ligas de Verano de la NBA con los Philadelphia 76ers, promediando 3,5 puntos y 1,7 rebotes en los cuatro partidos que disputó. El 30 de agosto firmó su primer contrato profesional, con el Hapoel Eilat B.C. de la Ligat ha'Al israelí. El 4 de diciembre gue elegido Jugador del Mes de la liga, tras promediar en noviembre 20,5 puntos y 8,3 rebotes por partido.
El 13 de mayo de 2021 firmó con Milwaukee Bucks de la NBA hasta final de temporada. Debutó en el último partido de la temporada regular ante Chicago Bulls, logrando 16 puntos y 6 rebotes.
El 20 de julio de 2021 consiguió, con los Bucks, su primer anillo de campeón tras vencer a los Phoenix Suns en las Finales de la NBA.
El 18 de octubre de 2021, firma un contrato de un año con el Anadolu Efes de la Turkish Super League.

## Estadísticas de su carrera en la NBA
|  | Denota temporada en la que ganó un Campeonato de la NBA |

### Temporada regular
| Año     | Equipo    | PJ | PT | MPP  | %TC  | %3P  | %TL   | RPP | APP | ROB | TPP | PPP  |
| ------- | --------- | -- | -- | ---- | ---- | ---- | ----- | --- | --- | --- | --- | ---- |
| 2020-21 | Milwaukee | 1  | 0  | 32.0 | .462 | .200 | 1.000 | 6.0 | 3.0 | .0  | 1.0 | 16.0 |
| Total   | Total     | 1  | 0  | 32.0 | .462 | .200 | 1.000 | 6.0 | 3.0 | .0  | 1.0 | 16.0 |

### Playoffs
| Año   | Equipo    | PJ | PT | MPP | %TC  | %3P  | %TL | RPP | APP | ROB | TPP | PPP |
| ----- | --------- | -- | -- | --- | ---- | ---- | --- | --- | --- | --- | --- | --- |
| 2021  | Milwaukee | 11 | 0  | 4.5 | .350 | .000 | —   | 1.1 | .4  | .2  | .1  | 1.3 |
| Total | Total     | 11 | 0  | 4.5 | .350 | .000 | —   | 1.1 | .4  | .2  | .1  | 1.3 |